# Maria Garbowska-Kierczyńska
Maria (Marianna) Garbowska-Kierczyńska (ur. 3 grudnia 1922 w Garbowie, zm. 2 stycznia 2016 w Konstancinie-Jeziornie) – polska aktorka teatralna i telewizyjno-filmowa.

## Życiorys

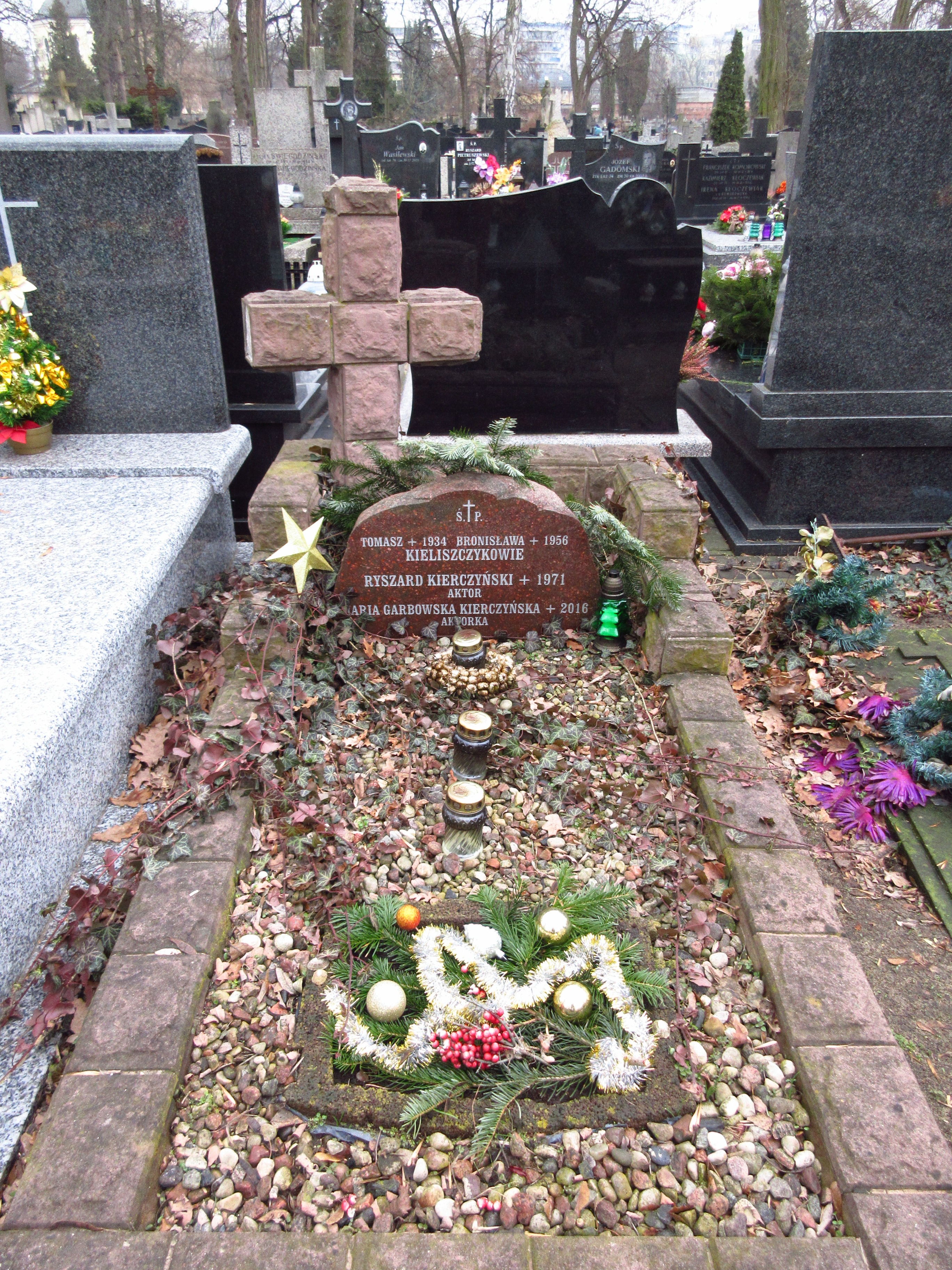
Grób Marii Garbowskiej i Ryszarda Kierczyńskiego na cmentarzu Bródnowskim

Debiut teatralny – 1 września 1946 w komedii René Fauchois Ostrożnie – świeżo malowane („Prenez garde à la peinture”) w Teatrze Miejskim w Lublinie. Aktywna szczególnie w latach 1947-1983, na scenach teatralnych występowała w Teatrze im. S. Żeromskiego w Kielcach i Radomiu (1947-1949), następnie (1950-1970) w Teatrze Powszechnym w Warszawie i w Teatrze Narodowym (1969-79). Emerytowana 1981; ostatnia rola – w 1984 w Nowym Wyzwoleniu Wyspiańskiego w stołecznym Teatrze Ochoty.
W swym dorobku miała przeszło 40 ról teatralnych, uczestnicząc (później stale pod kierunkiem Adama Hanuszkiewicza) w licznych inscenizacjach klasyki polskiej – utworów Mickiewicza, Słowackiego, Wyspiańskiego, lecz także autorów obcych, m.in. K. Dickensa, A. Czechowa, B. Brechta. Występowała zarówno w repertuarze lżejszym (Jadzia wdowa Ruszkowskiego, Igraszki trafu i miłości Marivaux, Niezwykła historia Goldoniego), jak i w poważnym dramatycznym (Nie-Boska komedia, Zbrodnia i kara, Śmierć Dantona), obejmując role tak w sztukach klasyków (Arystofanesa, Fr. Zabłockiego, Rittnera, Witkiewicza), jak i autorów współczesnych (np. Zaklinacz deszczu N.R. Nasha, Wszyscy moi synowie A. Millera) – w tym polskich, poruszających aktualną problematykę (Anna Świrszczyńska, Tadeusz Hołuj, Jadwiga Chamiec, Jerzy Broszkiewicz). 
Wystąpiła w pierwszym (niezachowanym) spektaklu teatralnym polskiej TV Okno w lesie (1953), jak również w późniejszych inscenizacjach teatralno-telewizyjnych: Kolumbowie Bratnego (1966), Zbrodnia i kara Dostojewskiego (1967), Emancypantki Prusa (1975). Szczególną pozycję w dorobku artystycznym stanowi ponad 20-letni udział w słuchowisku radiowym W Jezioranach w stałej roli Teresy Borkowej.  
Poza odosobnionymi rolami w pełnometrażowych filmach fabularnych (Mocne uderzenie, Job, czyli ostatnia szara komórka, Pokłosie) i fabularnych telewizyjnych (Pocałunek, Obcy VI), znacznie częściej podejmowała role w serialach i produkcjach cyklicznych TVP. Występowała w pierwszym telewizyjnym cyklu filmów obyczajowych z codziennego życia PRL pt. Najważniejszy dzień życia (1974) i w pierwszym polskim serialu obyczajowym W labiryncie. Odtwórczyni ról w popularnych serialach (Tulipan, Na dobre i złe, Ojciec Mateusz), przede wszystkim jednak występująca w stałej roli charakterystycznej w Plebanii. Do końcowych dokonań (2009) należy dubbing roli Sabiny w filmie B. Lankosza Rewers.       
Jej pogrzeb odbył się 12 stycznia 2016 na cmentarzu Bródnowskim, gdzie została pochowana w grobie rodzinnym (kwatera 19E-2-9).

## Filmografia
- 1966: Mocne uderzenie
- 1974: Uszczelka (z cyklu „Najważniejszy dzień życia”) – Maria, żona dyr. Sochackiego
- 1976: Polskie drogi (odc. 6) – kobieta rozstrzeliwana w Palmirach
- 1986: Tulipan (odc. 2) – sąsiadka (w napisach błędnie jako Grabowska)
- 1988–1990: W labiryncie – pani Władzia, gosposia Hanisza i Sucheckich
- 2000–2005: Plebania – Marcelina Prokopiuk (odc. 3-4, 6, 9, 10, 12, 50-52, 54-55, 57/58, 61, 64, 68, 74-77, 79-85, 90-91, 97, 99, 104, 124, 147-149, 156-160, 163/164, 185, 195-197, 199-200, 214, 216, 218, 220-221, 325, 335-337, 340, 465-470, 472-473, 491, 496-498, 503-505, 509, 510, 542, 544-545, 567, 570, 591-593)
- 2004: Pocałunek – Monika
- 2005: Job, czyli ostatnia szara komórka – babcia Adiego
- 2008: Ojciec Mateusz (odc. 7 „Pomyłka”) – Maria, pensjonariuszka domu opieki „Pogodny zmierzch” (w napisach mylnie nazwisko Grabowska)
- 2008: Obcy VI – pani Krystyna
- 2009: Na dobre i na złe (odc. 382 „Ojcowski debiut”) – pacjentka
- 2012: Pokłosie – Palka